# 小行星9668
小行星9668（天涯海角星，9668 Tianyahaijiao）是一颗主带小行星，是施密特CCD小行星項目組在1997年6月3日于興隆縣发现的。
Tianyahaijiao的命名来自于海南省三亞市天涯海角風景區。